# Kollinen
Kollinen är en sjö i kommunerna Jorois och Varkaus i landskapen Södra Savolax och Norra Savolax i Finland. Sjön ligger 81,2 meter över havet. Den är 8,2 meter djup. Arean är 82 hektar och strandlinjen är 7,14 kilometer lång. Sjön  ingår i Vuoksens huvudavrinningsområde.   Den ligger omkring 73 kilometer norr om S:t Michel och omkring 280 kilometer nordöst om Helsingfors. 
Kollinen ligger söder om Ruokojärvi. 